# Andrew Blowers
Andrew Francis Blowers (Auckland, 27 marzo 1975) è un ex rugbista a 15 e allenatore di rugby a 15 neozelandese, in carriera terza linea (ala o centro).

## Biografia
Di madre samoana, iniziò la sua carriera internazionale proprio nella selezione di Samoa, anche se tra gli incontri disputati non figurano test match.
A 20 anni entrò nella formazione provinciale rugbistica di Auckland con la quale vinse subito il campionato nazionale; in quello stesso anno esordì anche per la franchise che debuttava nel Super 12, i Blues, e nelle due stagioni successive con tale squadra si aggiudicò altrettanti titoli.
Ancora, nel 1996, debuttò negli All Blacks, dapprima in un non-test contro la formazione provinciale sudafricana di Boland, poi in un full international contro gli Springbok a Città del Capo.
Prese parte alla Coppa del Mondo di rugby 1999 nel Regno Unito, competizione nel corso della quale disputò i suoi ultimi incontri internazionali.
Nel 2001 si trasferì in Inghilterra al Northampton, in cui militò quasi quattro campionati interi: alla fine della sua ultima stagione, infatti, fu svincolato in anticipo per firmare un contratto a termine con i giapponesi del Toyota Verblitz.
Tentò, invano, nel 2002, di ottenere una deroga alle nuove norme dell'International Rugby Board che impedivano a un giocatore, idoneo per due o più federazioni, di poter cambiare affiliazione dopo avere giocato a livello internazionale per una di esse.
Alla fine del 2005 tornò in Nuova Zelanda negli Highlanders, con i quali tuttavia non fu mai schierato nel corso del Super 14 2006; nel febbraio 2007 tornò in Inghilterra per un ingaggio di tre stagioni nel Bristol; alla fine del 2008, tuttavia, chiese di poter tornare in patria per motivi personali, e questo segnò la fine della sua carriera in campo.
Dopo il ritiro si è dedicato alla carriera tecnica e dirige la sezione rugbistica di una scuola di addestramento sportivo.

## Palmarès
- Super Rugby: 2
Blues: 1996, 1997
- National Provincial Championship: 1
Auckland: 1996